# Othresypna ochreimarginalis
Othresypna ochreimarginalis là một loài bướm đêm trong họ Noctuidae.